# 上耶拉莫斯
耶拉莫斯德亚里瓦，是西班牙卡斯蒂利亚-拉曼恰瓜达拉哈拉省的一个市镇。总面积18平方公里，总人口167人（2001年），人口密度9人/平方公里。